# Andrea Ivančević
Andrea Ivančević, född 21 augusti 1984, är en friidrottare från Kroatien. Hon deltog vid olympiska sommarspelen 2016.